# Running (canción de No Doubt)
«Running» es una canción interpretada por la banda estadounidense No Doubt, incluida en su quinto álbum de estudio, Rock Steady (2001). Fue compuesta por Tony Kanal y Gwen Stefani y producida por Nellee Hooper y No Doubt. La compañía Interscope Records la publicó el 1 de julio de 2003 como el cuarto y último sencillo del disco. Es una canción synth pop grabada en los estudios The Sideshack y Rocerd Plant de Los Ángeles, en California. El sencillo figuró posteriormente en el álbum recopilatorio The Singles 1992-2003 y en la caja recopilatoria Boom Box.
En términos generales, la canción recibió reseñas variadas de los críticos musicales, quienes la compararon con los trabajos de la banda Depeche Mode. Desde el punto de vista comercial, ocupó la posición 45 en Alemania, mientras que en Estados Unidos ingresó al puesto 72 de la Billboard Hot 100. Para su promoción, se filmó un videoclip bajo la dirección de Chris Hafner, que cuenta con diversas fotografías antiguas y nuevas de la banda, así como recortes de los integrantes. No Doubt la interpretó en su gira promocional de Rock Steady, cuya presentación fue incluida en el DVD homónimo.

## Antecedentes y composición
Tony Kanal y Gwen Stefani, miembros de No Doubt, compusieron «Running» en el salón de Kanal. Para ello, utilizaron un teclado electrónico Yamaha que el padre de Kanal había comprado para él cuando estaba en octavo grado. Desarrollaron primero la armonía y luego compusieron la letra. La banda trabajó en la pista para darle un «sonido colocado», pero quedaron disconformes con el resultado, por lo que Nellee Hooper la tomó para producirla, donde despojó a «Running» hasta lo básico. Posteriormente, Hooper, quien colaboró nuevamente con Stefani en su proyecto solista dos años después, la produjo. «Running» fue utilizada en el último episodio de la serie de televisión estadounidense Sabrina, the Teenage Witch, «Soul Mates», emitido el 24 de abril de 2003 en dicho país. «Running» figuró en el álbum recopilatorio de la banda, The Singles 1992-2003, así como en la caja recopilatoria Boom Box.
«Running» es una canción perteneciente al género synth pop. Fue grabada por Greg Collins, Tom Dumont y Tony Kanal en los estudios de grabación The Sideshack y Rocerd Plant de Los Ángeles, California. Asimismo, Mark «Spike» Stent la mezcló en The Mix Suite, en los estudios Olympic, en Londres, Inglaterra, mientras que Brian «Big Base» Carter la masterizó en Bernie Grundman Mastering, en Hollywood, California. Por último, Simon Gogerly se encargó de la ingeniería, y Fabien Waltmann, Tom Dumont y Tony Kanal de la programación. El sitio AbsolutePunk afirmó que «Running» se asemeja a los sonidos de Tragic Kingdom, el cual incorpora principalmente géneros como el pop rock, el rock alternativo y el ska punk. De acuerdo con la partitura publicada en Musicnotes por EMI Music Publishing, está compuesta en la tonalidad de do mayor, con un tempo que abarca 116 pulsaciones por minuto. El registro vocal de Stefani, quien es la voz principal, abarca desde la nota mi3 a la4. Según el sitio Common Sense Media, «Running» es una «oda que hace a una relación funcionar».

## Recepción

### Crítica
En términos generales, «Running» obtuvo reseñas variadas de los críticos musicales. Rupert Howe de la revista Blender caracterizó la canción como el «Blondie del siglo XXI», y comparó sus sintetizadores y el contenido vocal al trabajo de Depeche Mode. Rob Sheffield de Rolling Stone también hizo la comparación con Depeche Mode, y además comparó el «riff sintetizador de dos dedos» al trabajo de Yazoo y Erasure. Sin embargo, Eden Miller de PopMatters comentó que la canción se quedó corta y era más apropiada para un «clon de Britney». Colleen Delaney de la revista Stylus acordó, lo llamó inmaduro y comentó que «este es el tipo de canción que hace a Gwen tan popular con las nenas preadolescentes». Sal Cinquemani de Slant Magazine la describió como una «sobra súper refinada de Saturn», y David Browne de Entertainment Weekly retrató la canción como un himno en la que No Doubt interpreta dentro de una caja de música, y destacó que sería «un aspirante para la mejor canción de boda».

### Comercial
Comercialmente, «Running» obtuvo una baja recepción. En Alemania, debutó y alcanzó el puesto número cincuenta y cinco, y permaneció en esa posición por una semana. Por otro lado, en los Estados Unidos, debutó en la lista Billboard Hot 100 y Radio Songs mucho antes de su lanzamiento como sencillo, el 29 de marzo de 2003, en las posiciones sesenta y dos y sesenta y ocho, respectivamente. En la primera lista, se mantuvo en esa posición por dos semanas consecutivas, mientras que, en total, por seis. Por otro lado, en la segunda lista, descendió un puesto la edición siguiente, y en su tercera y última semana, ocupó el número setenta y dos. En los conteos Adult Pop Songs y Top 40 Tracks, «Running» entró por primera vez en los números treinta y nueve y veintinueve, respectivamente, en la semana del 1 de marzo de 2003. Mantuvo una buena recepción, y alcanzó la vigésima posición en la primera lista, en la edición del 5 de abril. Mientras tanto, en el Top 40 Tracks, llegó a alcanzar la máxima posición, en el número veinte, dos semanas después de su debut. Finalmente, ocupó el puesto número veinte de la lista Pop Songs, donde estuvo diez semanas allí.

## Promoción

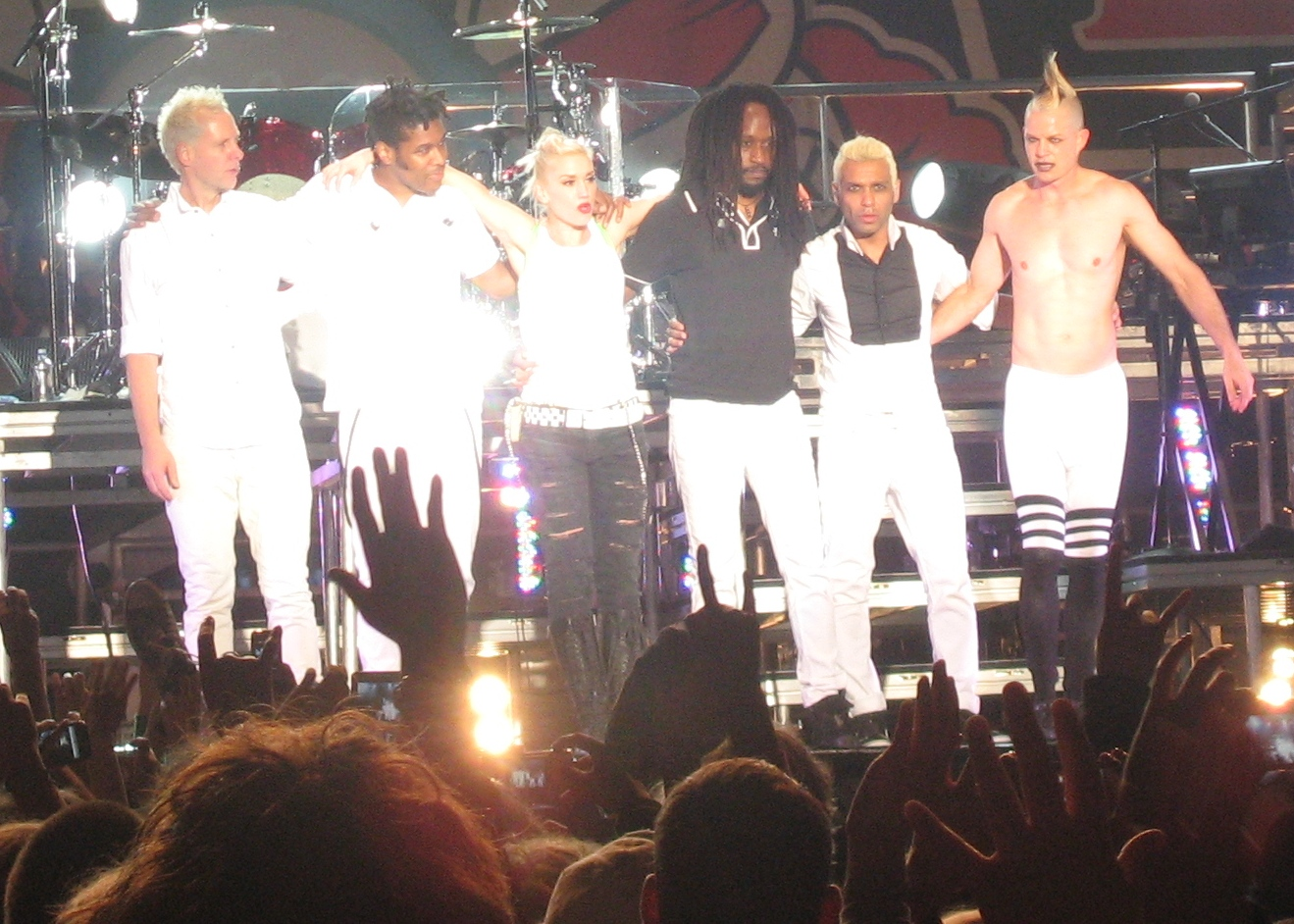
No Doubt presentándose en la gira Summer Tour (2009).

El vídeo musical que acompañó a la canción fue dirigido por Chris Hafner. Este inicia con una escena de los miembros de la banda caminando por la playa, en el que Stefani es vista con un vestido de lunares y los demás miembros visten ropa casual. La escena es interrumpida por varios cuadros de los integrantes en sus primeros años, con fotos antiguas de Stefani en el cual tiene su cabello castaño original. La escena cambia nuevamente a la playa donde la banda aparece jugando al frisbee y divirtiéndose mientras entierran a Adrian Young en la arena. Stefani, más adelante, aparece sentada en una roca junto al mar y cantando a la cámara. Hay muchas otras fotos de la banda con discos de platino y oro, y Adrian tocando la guitarra desnudo. Además, hay varios recortes de la banda haciendo música en el estudio de grabación y actuando en el escenario durante la gira de Rock Steady. El vídeo finaliza con los miembros de la banda corriendo en el agua de mar. Como parte de la promoción de Rock Steady, No Doubt interpretó «Running» en la gira homónima, donde también fue incluida en el DVD de la misma, Rock Steady Live.

## Lista de canciones
| Sencillo en CD publicado en Alemania |                                  |          |  |
| N.º                                  | Título                           | Duración |  |
| 1.                                   | «Running» (versión del álbum)    | 4:01     |  |
| 2.                                   | «Hella Good» (en directo)        | 5:39     |  |
| 3.                                   | «Underneath It All» (en directo) | 4:39     |  |
| 4.                                   | «Hey Baby» (en directo)          | 3:44     |  |

## Posicionamiento en listas
| País (Lista 2003)                  | Mejor posición |
| ---------------------------------- | -------------- |
| Alemania                           | 55             |
| Estados Unidos (Adult Pop Songs)   | 20             |
| Estados Unidos (Billboard Hot 100) | 62             |
| Estados Unidos (Pop Songs)         | 20             |
| Estados Unidos (Radio Songs)       | 68             |
| Estados Unidos (Top 40 Tracks)     | 28             |

## Créditos y personal
- Composición: Tony Kanal y Gwen Stefani
- Producción: Nellee Hooper y No Doubt
- Ingeniería: Simon Gogerly
- Asistente de ingeniería: Anthony Kilhoffer e Ian Rossiter
- Grabación: Greg Collins, Tom Dumont y Tony Kanal en The Sideshack y Rocerd Plant, Los Ángeles, California.
- Programación: Fabien Waltmann, Tom Dumont y Tony Kanal.
- Masterización: Brian «Big Bass» Gardner en Bernie Grundman Mastering, Hollywood, California.
- Mezcla: Mark «Spike» Stent en The Mix Suite, estudios Olympic, Londres, Inglaterra.

Fuentes: notas del álbum recopilatorio The Singles 1992-2003 y Discogs.